# Цеґельня-Псуцька
Цеґельня-Псуцька (пол. Cegielnia Psucka) — село в Польщі, у гміні Насельськ Новодворського повіту Мазовецького воєводства.
Населення — 262 особи (2011).
У 1975-1998 роках село належало до Цехановського воєводства.

## Демографія
Демографічна структура станом на 31 березня 2011 року:
|          | Загалом | Допрацездатний вік | Працездатний вік | Постпрацездатний вік |
| -------- | ------- | ------------------ | ---------------- | -------------------- |
| Чоловіки | 126     | 25                 | 91               | 10                   |
| Жінки    | 136     | 29                 | 74               | 33                   |
| Разом    | 262     | 54                 | 165              | 43                   |